# Société économique d'Australie
La Société économique d'Australie (SEA) ou Economic Society of Australia (ESA) est l'organisme de référence pour les économistes australiens. Elle a été créée en 1925 et possède des succursales dans tous les États. Le président actuel est Matthew Butlin de Victoria.
La SEA décerne le Prix du jeune économiste tous les deux ans pour récompenser les contributions d'un économiste de moins de 40 ans. Les lauréats précédents comprenaient Andrew Leigh, Paul Frijters, et Joshua Ganns.
L'ESA accueille également des conférenciers éminents, parmi lesquels Deirdre McCloskey, Jagdish Bhagwati, Joseph Stiglitz, Mary Morgan.
Il édite deux publications The Economic Record (depuis 1925)  et Economic Papers .

## Prix du meilleur jeune économiste d'Australie
Le prix du meilleur jeune économiste d'Australie est un prix décerné  à un économiste australien de moins de 40 ans dont les travaux sont considérés comme significatifs dans la pensée et la connaissance économiques. Le prix a été décerné tous les deux ans de sa création en 2006 à 2010. Il est décerné tous les ans depuis 2011.

### Lauréats
| Année | Récipiendaire    | Institution (à la réception)               | Alma mater (PhD)                      |
| ----- | ---------------- | ------------------------------------------ | ------------------------------------- |
| 2007  | Joshua Gans      | Melbourne Business School                  | Stanford University                   |
| 2009  | Paul Fritjers    | Queensland University of Technology        | Université d'Amsterdam                |
| 2011  | Andrew Leigh     | Australian National University             | Université Harvard                    |
| 2013  | Chris Edmond     | Université Harvard University of Melbourne | University of California, Los Angeles |
| 2016  | Lionel Page      | Queensland University of Technology        | Paris School of Economics             |
| 2018  | Rachel Ong Vifor | Curtin University                          |                                       |
| 2019  | Gigi Foster      | University of New South Wales              | University of Maryland                |
| 2020  | Markus Brueckner | Université Harvard                         | Australian National University        |